# Chaetobacanius therondi
Chaetobacanius therondi är en skalbaggsart som beskrevs av Yves Gomy 1977. Chaetobacanius therondi ingår i släktet Chaetobacanius och familjen stumpbaggar. Inga underarter finns listade i Catalogue of Life.